# チェルカン人
チェルカン人（チェルカンじん、ロシア語: Челканцы;  英語: Chelkans）とは、ロシア連邦アルタイ共和国およびアルタイ地方に居住するアルタイ人の一派である。

## 概要
チェルカン人は、ロシアのアルタイ共和国およびアルタイ地方に居住しているアルタイ人の一派である。何世紀にもわたって独自の言語である北アルタイ語のチェルカン方言を話してきたが、書き言葉はなく家族間のコミュニケーションに限られた使われ方をしてきたため、現在はロシア語に置き換えられる傾向が強まっている。
また、チェルカン人は、現在も伝統的な漁労の形式を保っている。